# Arumuganeri
Arumuganeri is een panchayatdorp in het district Thoothukudi van de Indiase staat Tamil Nadu. 

## Demografie
Volgens de Indiase volkstelling van 2001 wonen er 24.801 mensen in Arumuganeri, waarvan 47% mannelijk en 53% vrouwelijk is. De plaats heeft een alfabetiseringsgraad van 78%. 